# Acronicta alba
Acronicta alba är en fjärilsart som beskrevs av Gillm. Acronicta alba ingår i släktet Acronicta och familjen nattflyn. Inga underarter finns listade i Catalogue of Life.